# Andrea Göpel
Andrea Göpel (* 4. September 1969 in Bad Wildungen) ist eine deutsche Fernsehmoderatorin und Unternehmerin.

## Leben
Ab 2004 war Göpel die Gastgeberin in der RTL-Sendung Mein Garten. Viele Familien wurden in dieser Sendung mit einer vollständig neuen Gartengestaltung überrascht, darunter auch die Familien von Prominenten wie Bernd Stelter, Frauke Ludowig, Erika Berger, Kalle Pohl, Tim Lobinger und Ross Antony.
Ab Ende 2005 moderierte sie zusammen mit Oliver Beerhenke auf RTL die Heimvideo-Sendung Upps! – Die Super-Pannenshow und erreichte dabei anfangs in der Zielgruppe Marktanteile von mehr als 30 Prozent.
Andrea Göpel wechselte zum Saisonanfang 2011/2012 zu Sat.1. Dort moderiert sie SOS Garten, das dem Konzept von Mein Garten folgt.
Daraufhin folgten die Sat.1 Sendungen Messie-Alarm, in der sie zugemüllte Wohnungen besuchte, Liebes-Alarm, welche Liebesprobleme zum Inhalt hatte, sowie Kilo-Alarm, wo Menschen mit Gewichtsproblemen vorgestellt wurden. Anschließend folgte Erziehungs-Alarm.
Von Februar 2012 an moderierte sie außerdem Pures Leben – Mitten in Deutschland; inzwischen wird die Sendung wieder ohne Moderation ausgestrahlt.
Anfang 2015 erlitt Göpel eine Lungenembolie.
Andrea Göpel ist seit Ende November 2008 Mutter eines Sohnes.

## Filmografie
- 2004–2009: Mein Garten, RTL
- 2005–2009: Upps! – Die Super-Pannenshow, RTL
- 2007: Helfer mit Herz (Gastauftritt bei Angelika)
- 2011: SOS Garten, Sat.1
- 2011: Messie-Alarm!, Sat.1
- 2011–2013: Liebes-Alarm!, Sat.1
- 2011–2012: Kilo-Alarm!, Sat.1
- 2012: Schönheits-Alarm!, Sat.1
- 2012: Erziehungs-Alarm!, Sat.1
- 2012: Familien-Alarm!, Sat.1
- 2012: Vom eigenen Vater entführt – Mütter kämpfen um Ihre Kinder, Sat.1
- 2012: Pures Leben – Mitten in Deutschland, Sat.1
- 2013: Promi Shopping Queen